# Água Boa (Mato Grosso)
Água Boa é um município brasileiro do estado de Mato Grosso, situado às margens da rodovia BR-158 em sua intersecção com a rodovia MT-240, na porção média da região denominada como Vale do Araguaia, ao leste de MT, uma extensão de terras entre a margem oeste do Rio Araguaia e a cadeia de elevações de terra formada pela Serra do Roncador e a bacia do Rio Xingu.
O município de Água Boa fica a 446 metros acima do nível do mar e faz divisa ao sul com o município de Nova Xavantina, a oeste e sudeste com o município de Campinápolis, a leste com o município de Nova Nazaré, a Norte com o município de Canarana e no extremo noroeste com o Rio Couto Magalhães/Culuene, divisa com o município de Gaúcha do Norte.
Sua área territorial é de 7.510.635 m² e sua população estimada é de 29 219 habitantes, conforme dados do IBGE de 2023.
Foi fundada em 9 de julho de 1975 por integrantes dos projetos de colonização Água Boa I, liderados pelo Pastor e Empresário Norberto Schwantes. Sua emancipação político-administrativa ocorreu em 26 de dezembro de 1979. O Primeiro administrador foi Pedro Ross (1975-77), seguido pelo 2º administrador Irineu Spenthof (1977-79) e pelos prefeitos Germano Zandoná (1980-84 e 93-96 e 97-2000), Luiz Elias Abdhala (1985-88 e 89-92), Celso Carvalho (2001-2004), Maurício Cardoso Tonhá (2005-2008 e 2009 a 2012), Mauro Rosa da Silva (2013-2016 e 2017-2020), Mariano Kolankiewicz Filho (2021).

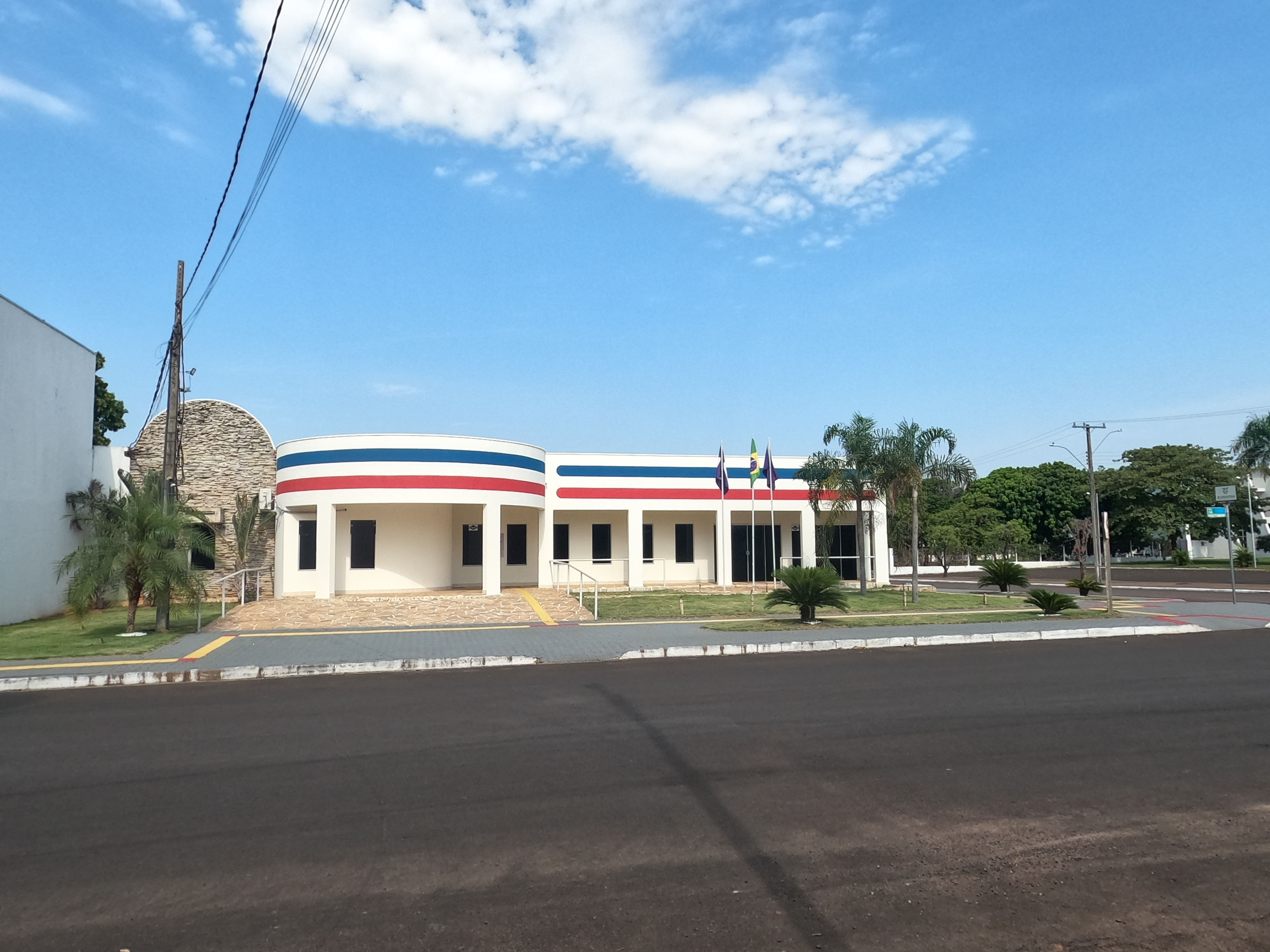
Edifício da Câmara Municipal

A cidade possui 17 bairros: Setor Noroeste, Setor Cristalino, Setor Norte, Jardim Tropical, Setor Rodoviário, Jardim Primavera, Guarujá Expansão, Guarujá, Operário, Centro 1, Centro 2, Luiz Costa, Vila Nova, Universitário, Araguaia Park, Jardim Planalto e Morada das Águas.
A economia do município se baseia no agronegócio, com mais de 220 mil hectares de plantações de culturas como soja, arroz, milho, sorgo, milheto e a partir de 2020, gergelim. Na pecuária se destaca com um rebanho de 359.055 cabeças de gado, entre bovinos e bubalinos, segundo dados de estratificação do INDEA em 2017. A cidade possui armazéns de grãos de grandes empresas e 1 frigorífico administrado pela JBS.
Ainda na economia se encontra o comércio local e a prestação de serviços.
Famosa no Brasil e internacionalmente pelo maior leilão de gado de corte do mundo, realizado anualmente em meados de julho pela Estância Bahia Leilões, desde 2018 Água Boa deixou de sediar a matriz da empresa que se mudou para Cuiabá-MT, mantendo apenas um escritório filial.
A cidade de Água Boa se destaca no médio Araguaia pelo seu urbanismo exemplar. Todas as ruas são asfaltadas, a iluminação pública é inteiramente de LED, e os principais bairros são bem planejados, com amplas avenidas e largos canteiros centrais. Além disso, a cidade é bem arborizada e possui excelente sinalização.
Dentre as atividades culturais e festivas, destaca-se a Expovale (Exposição Agropecuária do Vale do Araguaia) que acontece em torno do aniversário de fundação do município, compreendendo o desfile cívico municipal no centro da cidade e vários dias de exposição agroindustrial, rodeio em touros, palestras e shows de nível nacional, no parque de Exposições Antônio Tura.

## Últimos prefeitos eleitos
| Ano  | Prefeito            | Partido | Votos | %     | Ref    |
| ---- | ------------------- | ------- | ----- | ----- | ------ |
| 2004 | Maurício - Maurição | PPS     | 6.692 | 75,61 | [ 20 ] |
| 2008 | Maurício            | PR      | 5.916 | 60,40 | [ 21 ] |
| 2012 | Maurão              | PPS     | 5.734 | 50,53 | [ 22 ] |
| 2016 | Maurão              | PSD     | 7.843 | 68,27 | [ 23 ] |
| 2020 | Dr. Mariano         | MDB     | 6.747 | 51,57 | [ 24 ] |
| 2024 | Dr. Mariano         | MDB     | 9.534 | 64,39 |        |